# 2020년 영국 노동당 대표 선거
2020년 노동당 대표 선거 (2020 Labour Party leadership election)는 2020년 4월 4일 실시된 영국 노동당의 당대표 경선으로, 2019년 영국 총선에서 노동당이 패배한 데 따른 제레미 코빈 대표의 사퇴로 치러지게 되었다. 1차 투표에서 56.2% 득표율을 얻은 키어 스타머 후보가 당대표로 당선되었다. 2020년 영국 노동당 부대표 선거와 함께 실시되었으며 부대표로는 안젤라 레이너가 당선되었다.

## 후보 선출
당대표 후보자격은 당내 국회의원과 유럽의회 의원 가운데 10% (22인)의 추천을 받고, 이어서 지역구 당조직 33곳, 혹은 노조 2곳과 산하조합원 5%가 참여하는 연계조직 3곳의 지지를 받아야 한다. 이번 선거에서 1차 후보자격을 충족한 인물은 총 다섯 명으로 레베카 롱베일리, 리사 낸디, 제스 필립스, 키어 스타머, 에밀리 손베리 등이다. 이 가운데 키어 스타머는 국회의원과 유럽의회의원 88인의 추천을 받아 1위에 올랐으며, 롱베일리와 낸디는 각각 33인과 31인, 필립스와 손베리는 각각 23인의 추천을 받았다.
지역구 당조직과 연계조직의 지지를 받는 2차 후보자격을 충족한 후보는 롱베일리, 낸디, 스타머의 3인으로 좁혀졌다. 키어 스타머 후보는 당조직 374곳과 연계조직 15곳의 지지를 받으며 1위에 올랐으며, 롱베일리 후보는 당조직 164곳, 연계조직 7곳, 낸디 후보는 당조직 72곳, 연계조직 4곳의 지지를 받았다.

## 결과
선거 결과는 2020년 4월 4일 오전 10시 45분 (BST 기준)에 부대표 선거 결과와 함께 발표되었다. 당초 선거 결과 발표식을 런던의 총회장에서 진행할 예정이었으나 코로나19 사태로 취소되었다.

개표 결과 키어 스타머 후보가 1차 투표에서 당선되었다.
| 후보            | 당내 의원 | 당내 의원 | 등록유권자 | 등록유권자 | 연계유권자 | 연계유권자 | 총합    | 총합 | 총합  |
| 후보            | 득표      | %         | 득표       | %          | 득표       | %          | 득표    | 득표 | %     |
| --------------- | --------- | --------- | ---------- | ---------- | ---------- | ---------- | ------- | ---- | ----- |
| 키어 스타머     | 225,135   | 56.1%     | 10,228     | 76.6%      | 40,417     | 53.1%      | 275,780 |      | 56.2% |
| 레베카 롱베일리 | 117,598   | 29.3%     | 650        | 5.0%       | 16,970     | 22.3%      | 135,218 |      | 27.6% |
| 리사 낸디       | 58,788    | 14.6%     | 2,128      | 17.4%      | 18,681     | 24.6%      | 79,597  |      | 16.2% |

투표율은 62.6%로, 전체 유권자 784,181명 가운데 투표수는 490,731표로 집계됐다. 136표는 무효표로 집계됐다.

## 같이 보기
- 키어 스타머 노동당 지도부
- 2020년 영국 노동당 부대표 선거
- 2020년 영국 자유민주당 부대표 선거
- 2020년 잉글랜드 웨일스 녹색당 대표 선거